# Sandareds kyrka
Sandareds kyrka är en kyrkobyggnad i Sandared, 10 kilometer väster om Borås centrum. Den tillhör sedan 2018 Sandhult-Bredareds församling (tidigare Sandhults församling) i Skara stift.

## Historia
Kyrkan uppfördes åren 1958-1960 efter ritningar av de norska arkitekterna Bernt och Eva Mejlænder. En kyrklig arbetskrets hade då kämpat i närmare 40 år för att få en egen kyrka i Sandared, eftersom vägen till församlingskyrkan är betydande. Tomten donerades av ett syskonpar i församlingen och en stor del av inventarierna utgörs även de av gåvor.

## Kyrkobyggnaden
Byggnaden är en traditionell långkyrka med modernistiska drag, som är sammanbyggd i vinkel med församlingshemmet, vilket avskiljs med en vikvägg. Taket är mycket högt och brant, utvändigt belagt med skiffer och invändigt är takkonstruktionens limträbågar inklädda med plastskivor, av fabrikatet Stigolon tillverkade på orten, i åtta olika pastellfärger. Kyrksalen har låga fönster i sydväggen och kupor i det norra takfallet. Inredningen är utförd i kalkblästrad ek. Altaret står i en bågformig nisch.

## Klockstapel
Den originella klockstapeln är huvudsakligen av järn och i den hänger två klockor.  

## Orgel
Orgeln är placerad på norra läktaren. Den tillverkades 1964 av A. Magnusson Orgelbyggeri AB och har tretton stämmor fördelade på två manualer och pedal. Fasaden är ljudande.